# Neoeurygenius portoricensis
Neoeurygenius portoricensis is een keversoort uit de familie snoerhalskevers (Anthicidae). De wetenschappelijke naam van de soort is voor het eerst geldig gepubliceerd in 1963 door Abdullah.